# Чебыкин, Александр Нестерович
Александр Нестерович (Несторович) Чебыкин (1857—1920) — генерал-лейтенант русской императорской армии.

## Биография
Родился в Санкт-Петербурге 6 (18) февраля 1857 года; отец — надворный советник Нестор Васильевич Чебыкин; дед — Василиск Гаврилович Чебыкин имел чин статского советника.
В 1877 году окончил 1-е Санкт-Петербургское реальное училище и продолжил обучение во 2-м военном Константиновском училище, которое окончил по 1-му разряду; выпущен прапорщиком (ст. 08.12.1879) в лейб-гвардии Финляндский полк.
Подпоручик (ст. 08.04.1884); поручик (ст. 01.01.1885); штабс-капитан (ст. 30.08.1891), командовал ротой.
С 24 февраля 1894 года занимал должность чиновника для особых поручений при военном министре; капитан (ст. 06.12.1894). Затем был адъютантом военного министра (с 14.01.1895) и, одновременно, с 23 октября 1903 года — начальником Завода военно-врачебных заготовлений (до 19.12.1906); полковник (ст. 14.04.1902). Был также членом правления общества Белого креста, членом Английского клуба.
С 19 декабря 1906 года был назначен командиром 7-го Финляндского стрелкового полка. За отличие был произведён в генерал-майоры (ст. 17.11.1907) и назначен командиром лейб-гвардии 3-го стрелкового полка. В 1912 году зачислен в Свиту Его Императорского Величества. В 1913 году в течение 3 месяцев (с 24 сентября по 24 декабря) командовал 1-й бригадой 2-й гвардейской пехотной дивизии.
Был начальником Гвардейской пехотной запасной бригады (29.07.1914—09.06.1916). За отличие был произведён в генерал-лейтенанты (ст. 10.04.1916) и с 9 июня 1916 года был назначен начальником запасных батальонов гвардии и войсковой охраны Петрограда.
С 9 января 1917 года находился в отпуске по болезни, а 12 мая (в том же году) был уволен от службы «за болезнью». Умер в 1920 году в Санкт-Петербурге.

## Награды
российские
- орден Св. Станислава 3-й ст. (1891);
- орден Св. Анны 3-й ст. (1894);
- орден Св. Станислава 2-й ст. (1896);
- орден Св. Владимира 4-й ст. (1901);
- орден Св. Анны 2-й ст. (1899);
- орден Св. Владимира 3-й ст. (1904);
- орден Св. Станислава 1-й ст. (1910);
- орден Св. Анны 1-й ст. (ВП 18.02.1915);
- орден Св. Владимира 2-й ст. (ВП 10.04.1916).

иностранные
- орден Благородной Бухары 3-й ст. (1896);
- орден Благородной Бухары 2-й ст. (1902);
- французский орден Почётного легиона офицерского креста (1903);
- орден Благородной Бухары 1-й ст. (1907);
- персидский орден Льва и Солнца 2-й ст. (1908).

## Семья
Был женат на Елизавете Павловне Лихачевой. У них было 8 детей.
Дочь Евгения Александровна (1893—?), с 1915 г. замужем за поручиком лейб-гвардии Измайловского полка Анатолием Ивановичем Толстым (1888—?)
В 1894—1898 годах семья жила на Васильевском острове, хотя супруга имела собственный дом на углу Екатерингофского и Вознесенского проспектов; в 1898 году переехали в приобретённый ими дом на Малой Московской улице (№ 5); в 1913—1917 годах жили в доме № 17 на Конногвардейском пр..